# PGC 1344694
LEDA/PGC 1344694 ist eine Galaxie im Sternbild Pegasus am Nordsternhimmel. Sie ist schätzungsweise 244 Millionen Lichtjahre von der Milchstraße entfernt und hat einen Durchmesser von etwa 30.000 Lichtjahren. Vom Sonnensystem aus entfernt sich das Objekt mit einer errechneten Radialgeschwindigkeit von näherungsweise 5.300 Kilometern pro Sekunde.
Im selben Himmelsareal befinden sich unter anderem die Galaxien NGC 7608, NGC 7615, PGC 71085, PGC 71091.